# 2012: Het jaar Nul
2012: Het jaar Nul is een televisieserie voor de jeugd die oorspronkelijk in het najaar van 2009 werd uitgezonden door de AVRO. De serie liep van zaterdag 10 oktober 2009 tot en met zaterdag 16 januari 2010 op Nederland 3. De serie telt twaalf afleveringen. In 2010 en 2012 werd de hele serie herhaald op Nederland 3. Tijdens Pasen 2011 werd de serie in de ochtend uitgezonden op de ARD.

## Verhaal
Peter Hellinga (Genio de Groot) vindt in Mexico een eeuwenoude Mayacodex. Dit is een bijzonder document waarin staat wat er in 2012 gaat gebeuren. Vlak na de vondst wordt Peter belaagd en opgesloten. Hij waarschuwt zijn kleinzoons Hidde (Yannick van de Velde) en Twan (Bram Suijker) en draagt hun op de codex in veiligheid te brengen, wanneer Peter iets zal overkomen.
Het avontuur begint wanneer Hidde en Twan wachten op hun opa die terugkomt uit Mexico en alleen de bagage aankomt. Daarna wordt ook nog bij hen thuis ingebroken. Ze vragen zich af of de inbrekers op zoek zijn naar de codex en waar hun opa is. Op het vliegveld ontmoeten ze een meisje uit hun klas, Mascha (Sem Veeger), die ook wacht op het vliegtuig uit Mexico. Haar vader Chris (Joep Sertons) is daar namelijk op bezoek geweest voor zaken voor (naar later blijkt) het oliebedrijf Moversa. Mascha en de jongens mogen elkaar niet, in tegenstelling tot de moeder van Twan en Hidde (Ingeborg Wieten) en de vader van Mascha. Mascha raakt op deze manier onwillekeurig betrokken bij de speurtocht en de jongeren worden steeds nieuwsgieriger naarmate ze aanwijzingen vinden. 
Wanneer ze op bezoek zijn bij de Maya-tentoonstelling die op dat moment wordt gehouden in het Museum Volkenkunde in Leiden, krijgen ze onverwacht hulp van Felix (Abbey Hoes), een indianenmeisje. Felix heeft visioenen van een raadgevende indiaan die haar vertelt over de gevaren. Wanneer ze dit vertelt aan Hidde, Twan en Mascha, wordt ze niet erg serieus genomen. Uiteindelijk moeten ze samenwerken om de opa van Twan en Hidde en de codex te redden uit de handen van Frieda Nachtegaal (Carly Wijs) en haar handlanger Eddy Broks (Juda Goslinga). Het wordt een ijzingwekkende race tegen de klok.

## Rolverdeling
| Acteur/Actrice                                | Rol                     |
| --------------------------------------------- | ----------------------- |
| Yannick van de Velde                          | Hidde                   |
| Sem Veeger                                    | Masha                   |
| Bram Suijker                                  | Twan                    |
| Abbey Hoes                                    | Felix                   |
| Genio de Groot                                | Peter Hellinga          |
| Joep Sertons                                  | Chris Meyer             |
| Carly Wijs                                    | Frieda Nachtegaal       |
| Juda Goslinga                                 | Eddy Broks              |
| Alonso Mendez                                 | Javier Canek            |
| Ingeborg Wieten                               | Pien Hellinga           |
| David Goddyn                                  | Mark Wouters            |
| Hermilo Lizcano                               | Don Leonardo            |
| Mauro Jarquin                                 | Emilio Mendez           |
| Esgo Heil                                     | Jean Pierre van Vleuten |
| Fred Butter                                   | Guus Alkema             |
| Filip Bolluyt                                 | Jan Mulder              |
| Edoardo Ramos Anaya                           | Indiaan                 |
| Jeroen Bos                                    | Suppoost                |
| Freerk Bos                                    | Rechercheur             |
| Irmgard Winter                                | Secretaresse            |
| Ernst Dekkers                                 | Bewaker Frank           |
| Eduardo Peralta Ramos                         | Indiaan                 |
| Israel Gonzalez                               | Carlos                  |
| Peter Toone                                   | Maya vertaler           |
| Marten van der Meijden Martine van der Meulen | Bewakers                |
| Torsten Colijn                                | Museumbezoeker          |

## Afleveringen
| Aflevering | Titel                   | Uitzenddatum     |
| ---------- | ----------------------- | ---------------- |
| 1          | De Ontvoering           | 10 oktober 2009  |
| 2          | De Inbraak              | 17 oktober 2009  |
| 3          | Felix                   | 24 oktober 2009  |
| 4          | Een Bericht Uit Mexico  | 31 oktober 2009  |
| 5          | Object B109             | 14 november 2009 |
| 6          | Het Dagboek             | 21 november 2009 |
| 7          | Vals Beschuldigd        | 28 november 2009 |
| 8          | Het Geheim Van De Steen | 5 december 2009  |
| 9          | De Overdracht           | 12 december 2009 |
| 10         | Naar Mexico             | 19 december 2009 |
| 11         | Op Zoek Naar Opa        | 2 januari 2010   |
| 12         | De Codex                | 9 januari 2010   |